# Wyborn Reef
Wyborn Reef är ett rev i Australien.   Det ligger i delstaten Queensland nära spetsen på Kap Yorkhalvön.